# Esma Redžepova
Esma Redžepova-Teodosievska (makedonsko Есма Реџепова-Теодосиевска), makedonsko-romska vokalistka, skladateljica in humanitarka, * 8. avgust 1943, Skopje, Kraljevina Bolgarija (danes Severna Makedonija), † 10. december 2016, Skopje, Makedonija.
Zaradi svojega značilnega in obširnega repertoarja, ki zajema več sto pesmi, in zaradi svojega prispevka k romski kulturi ter njeni prepoznavnosti, je bila znana tudi po imenu romska kraljica.

## Življenje in kariera
Peti je začela že v 1950.-ih kot najstnica, tako da se njena kariera razteza preko šestih desetletij. Njen glasbeni uspeh je tesno povezan z Stevom Teodosievskim, ki je bil skladatelj, aranžer in direktor glasbenega ansambla Ansambl Teodosievski. Teodosievski je napisal mnogo njenih pesmi in popolnoma upravljal z njeno kariero do svoje smrti leta 1997. Njen glasbeni stil navdihujeta tradicionalna romska in makedonska glasba. Opazni so tudi drugi vplivi, kot na primer pop glasba. Esma Redžepova je s kariero pričela v obdobju, ko je bila romska glasba v takratni Jugoslaviji precej zapostavljena, za Rome pa je bilo sramotno, če je pevka pela v javnosti. Redžepova je bila tudi sicer ena prvih, ki so na radiu in televiziji peli v romskem jeziku.
Redžepova je posebej znana po močnem in čustvenem glasu. Leta 2010 jo je ugledna ameriška medijska organizacija NPR prištela med 50 velikih glasov na svetu. Redžepova je bila znana tudi po neobičajnih opravah in turbanih ter uporabi tipičnih stereotipov o Rominjah, kot sta privlačnost in sreča. Leta 2010 je prejela makedonski Red časti, leta 2013 pa jo je makedonski predsednik Gjorge Ivanov počastil z nazivom Narodni umetnik Republike Makedonije.
Skupaj z zadnjim možem Stevom Teodosievskim je posvojila 47 otrok, za svoje človekoljubno delo pa je prejela številna priznanja, med drugimi je bila tudi dvakrat nominirana za Nobelovo nagrado za mir. Podpirala je Rome in pravice žensk, prav tako pa je bila udeležena v politiki domačega mesta Skopja.
Redžepova je skupaj z Vlatkom Lozanoskim predstavljala Makedonijo na tekmovanju za pesem Evrovizije 2013 v mestu Malmö na Švedskem.